# فقمة روس
فقمة رُوس (الاسم العلمي: Ommatophoca rossii)، فقمة حقيقية من فصيلة الفقميات نطاقها يقتصر بالكامل على كتل الجليد في القارة القطبية الجنوبية. إنهُ النوع الوحيد من جنس الفقمة العينية (Ommatophoca). وصف لأول مرة خلال بعثة روس في عام 1841، وهو الأصغر والأقل وفرة والأقل شهرة من بين زعنفيات الأقدام في القطب الجنوبي. تشمل سماته المميزة عيونًا كبيرة بشكل غير متناسب، واسمه العلمي يأتي من اليونانية القديمة (Ommato- تعني "عين"، و phoca تعني «فقمة»)، وصوتها معقد، يشبه صفارات الإنذار. فقمات روس لها رؤوس قصيرة، خطمها عريض وقصير الطول وفرائها أقصر من فراء أي فقمة أخرى.